# واجبات الصلاة
واجبات الصلاة عند أهل السنة ثمانية، مَنْ ترك منها شيئا مُتعمدا بطلت صلاته، ومن ترك منها شيئا سهوا سجد للسهو. وعند الشيعة هي أحد عشر شيئاً، وهي على نوعين: واجبات ركنية وواجبات غير ركنية.

## بيانها وأدلتها عند أهل السنة
1. جميع التكبيرات غير تكبيرة الإحرام: دليلها حديث يحيى بن خلاَّد عن عمِّه أن النبي صلى الله عليه وسلم قال: «إنه لا تتم الصلاة لأحد من الناس حتى يتوضأ ويضع الوضوء- يعني مواضعه- ثم يُكبر ويحمد اللّه وُيثني عليه، ويقرأ بما شاء من القرآن، ثم يقول: الله أكبر، ثم يركع حتى تطمئن مفاصله، ثم يقول سمع اللّه لمن حمده حتى يستوي قائما، ثم يقول: اللّه أكبر ويسجد حتى تطمئن مفاصله، ثم يقول اللّه أكبر ويرفع رأسه حتى يستوي قاعدا، ثم يقول: اللّه أكبر ثم يسجد حتى تطمئن مفاصله ثم يرفع رأسه فيكبر، فإذا فعل ذلك فقد تمت صلاته» وفي رواية: «لا تتم صلاة أحدكم حتى يفعل ذلك.» رواه أبو داود.
2. قول: «سمع اللّه لمن حمده» للإِمام والمنفرد جميعاً وقد تقدم دليله في الحديث السابق.
3. قول: «ربنا ولك الحمد» للإِمام والمأموم والمنفرد جميعا. ودليله حديث أبي هريرة رضي الله عنه: أن النبي صلى الله عليه وسلم كان يقول: «سمع الله لمن حمده حين يرفع صلبه من الركوع. ثم يقول وهو قائم: ربنا ولك الحمد» ومثله عن أبي سعيد وابن أبي أوفى. متفق عليه.
4. التسبيح في الركوع والسجود وأقلّه مرة واحدة، والأفضل ثلاث مرات وقد ورد أكثر.ْ فيقول في الركوع: «سبحان ربى العظيم» ويقول في السجود: «سبحان ربى الأعلى». ودليل ذلك حديث عقبة بن عامر قال لما نزلت (فسبح باسم ربك العظيم) قال لنا رسول الله صلى الله عليه وسلم: «اجعلوها في ركوعكم» فلما نزلت (سبح اسم ربك الأعلى) قال لنا رسول الله صلى الله عليه وسلم: «اجعلوها في سجودكم» رواه أبو داود.
5. قول: «رب اغفر لي» بين السجدتين: دليله ما روى حذيفة أنه صلى مع النبي صلى الله عليه وسلم فكان يقول بين السجدتين: «رب اغفر لي. رب اغفر لي» رواه النسائي وابن ماجه، وما رواه ابن عباس قال: كان رسول اللّه صلى الله عليه وسلم يقول بين السجدتين: «اللهم اغفر لي وارحمني واهدني وعافني وارزقني» رواه أبو داود وابن ماجه.
6. التشهد الأول: دليل وجوبه وعدم ركنيته حديث عبد اللّه بن بحينة رضي اللّه عنه «أن النبي صلى الله عليه وسلم صلى بهم الظهر، فقام في الركعتين الأولين ولم يجلس، فقام الناس معه حتى إذا قضى الصلاة وانتظر الناس تسليمه، كبَّر وهو جالس وسجد سجدتن قبل أن يسلم ثم سلم» أخرجه السبعة.
7. الجلوس للتشهد الأول: ودليله الحديث السابق، ولو كانا ركنين ما سقطا بالسهو، ولو كانا غير واجبين ما انْجبرا بسجود السهو.
8. الصلاة على النبي صلى الله عليه وسلم في التشهد الأخير: ودليله حديث أبي مسعود رضي الله عنه قال: قال بشير بن سعد: يا رسول اللّه. أمرنا الله أن نصلي عليك فكيف نصلي عليك؟ فسكت، ثم قال: «قولوا اللهم صل على محمد وعلى آل محمد كما صليت على آل إبراهيم وبارك على محمد وعلى آل محمد كما باركت على آل إبراهيم في العالمين إنك حميد مجيد. والسلام كما علمتم» رواه مسلم، وزاد ابن خزيمة فيه: «فكيف نُصلي عليك إذا نحن صلينا عليك في صلاتنا؟».[1]

## واجبات الصلاة عند الشيعة
ان واجبات الصلاة أحد عشر شيئاً وهم على نوعين: واجبات ركنية وواجبات غير ركنية. والركن هو ما يبطل الصلاة تركه أو إضافته عمداً أو سهواً أو خطأً.
وباقي الواجبات لا تبطل الصلاة بزيادتها أو نقصانها إلا مع العمد دون السهو. وأما واجبات الصلاة فهي:
1. النيّة: هي من أركان الصلاة ويجب فيها القصد إلى الصّلاة المعيّنة واستحضارها، ولا يجب تلفظها باللسان أو اخطارها في القلب بل يكفي.
2. تكبيرة الإحرام: هي أيضاً من الأركان، وهي قول «الله أكبر»، وبها يحصل الدخول في الصلاة وتركها عمداً أو سهواً مبطل للصلاة.
3. القيام: يعد القيام ركن في موضعين من الصلاة: اثناء تكبيرة الاحرام، والقيام المتصل بالركوع ليكون الركوع عن قيام. ولكن القيام عند قراءة الحمد والسورة وكذا القيام بعد الركوع واجب ولكنّه ليس بركن.
4. القراءة: يجب بعد تكبيرة الإحرام قراءة سورة الفاتحة وسورة كاملة بعدها في الركعة الأُولى والثانية من الفرائض اليومية، ولا يكفي قراءة آية واحدة أو بضع آيات بل يجب قراءة سورة كاملة على الأحوط، لكن سورتي الضحى والانشراح تعدان سورة واحدة وكذلك سورتي الفيل وقريش، فلا يجزي في الصلاة إلا جمعهما مرتبتين مع البسملة بينهما.
5. الركوع: انه من الأركان أيضاً، وهو يعني أن ينحني المصلّي بقدر ما يمكن وضع يديه على ركبتيه بل الأحوط وجوباً أن يجعل باطن كفّيه على ركبتيه. ويجب الإتيان به مرة واحدة في كلّ ركعة بعد القراءة.[3]
6. السجود: السجود هو وضع الجبهة على الأرض بقصد التعظيم، كما يجب وضع ستة مواضع أخرى من البدن على الأرض في حال السجود وهم الكفّين، الركبتين، ومقدم إبهامي القدمين. تجب في كلّ ركعة من ركعات الصلاة الواجبة والمندوبة سجدتان، ومحلّهما بعد الركوع. تعد السجدتان معاً ركن من اركان الصلاة فتبطل الصلاة بترك أو زيادة السجدتين معاً امّا الزيادة أو النقيصة بسجدة واحدة سهواً فلا تبطل الصلاة.[4]
7. ذكر الركوع والسجود: ذكر الركوع واجب وعلى الأحوط وجوباً أن يقول المصلي ثلاث مرّات: «سبحان الله» أو مرّة واحدة «سبحان ربّي العظيم وبحمده»، ويقول في السجدة على الأقل ثلاث مرّات «سبحان الله» أو مرّة واحدة «سبحان ربّي الأعلى وبحمده».[5]
8. التشهّد يجب التشهّد في الركعة الثانية في كل صلاة، وفي الركعة الأخيرة من صلاة المغرب والظهر والعصر والعشاء. ويجب أن يجلس المصلي بعد السجدة الثانية في حال إستقرار البدن ويقول: «أشهد أن لا إله إلاّ الله وحده لا شريك له وأشهد أنّ محمّداً عبده ورسوله، اللهمّ صلّ على محمّد وآل محمّد».
9. السلام: في الركعة الأخيرة يجب الإتيان بالسلام بعد التشهّد في جميع الصلوات، وللسلام ثلاث صيغ: «السلام عليك أيّها النبي ورحمة الله وبركاته، السلام علينا وعلى عباد الله الصالحين، السلام عليكم ورحمة الله وبركاته».
10. الترتيب: يجب على المصلّي أن يأتي بأفعال الصلاة كلا في محله وعلى الترتيب، فاليبدأ بتكبيرة الاحرام وبعدها قراءة الحمد والسورة، وبعدها الركوع، وهكذا سائر الأجزاء والأفعال الأخرى، واحدا بعد آخر. ولو تعمّد الإتيان بها بخلاف ذلك بطلت صلاته.
11. الموالاة: تجب الموالاة في أفعال الصلاة وهي تتابع أفعالها بلا فصل بينها بحيث لا يخرج المصلي عن الهيئة الصلاتية، فإن فصل بين أفعال الصلاة عمدا أو سهوا بمقدار يمحو صورة الصلاة بطلت صلاته.[6]